# Georg Gänswein
Georg Gänswein (Riedern am Wald, 30 luglio 1956) è un arcivescovo cattolico e diplomatico tedesco, dal 24 giugno 2024 nunzio apostolico in Lituania, Estonia e Lettonia.

## Biografia
Nasce a Riedern am Wald, nell'arcidiocesi di Friburgo in Brisgovia, il 30 luglio 1956, primo dei cinque figli (due fratelli e due sorelle più piccoli) di Albert e Gertrud Gänswein. Il padre è un fabbro proveniente da una famiglia che svolge il suddetto mestiere da ben sette generazioni, mentre la madre è casalinga.

### Formazione e ministero sacerdotale

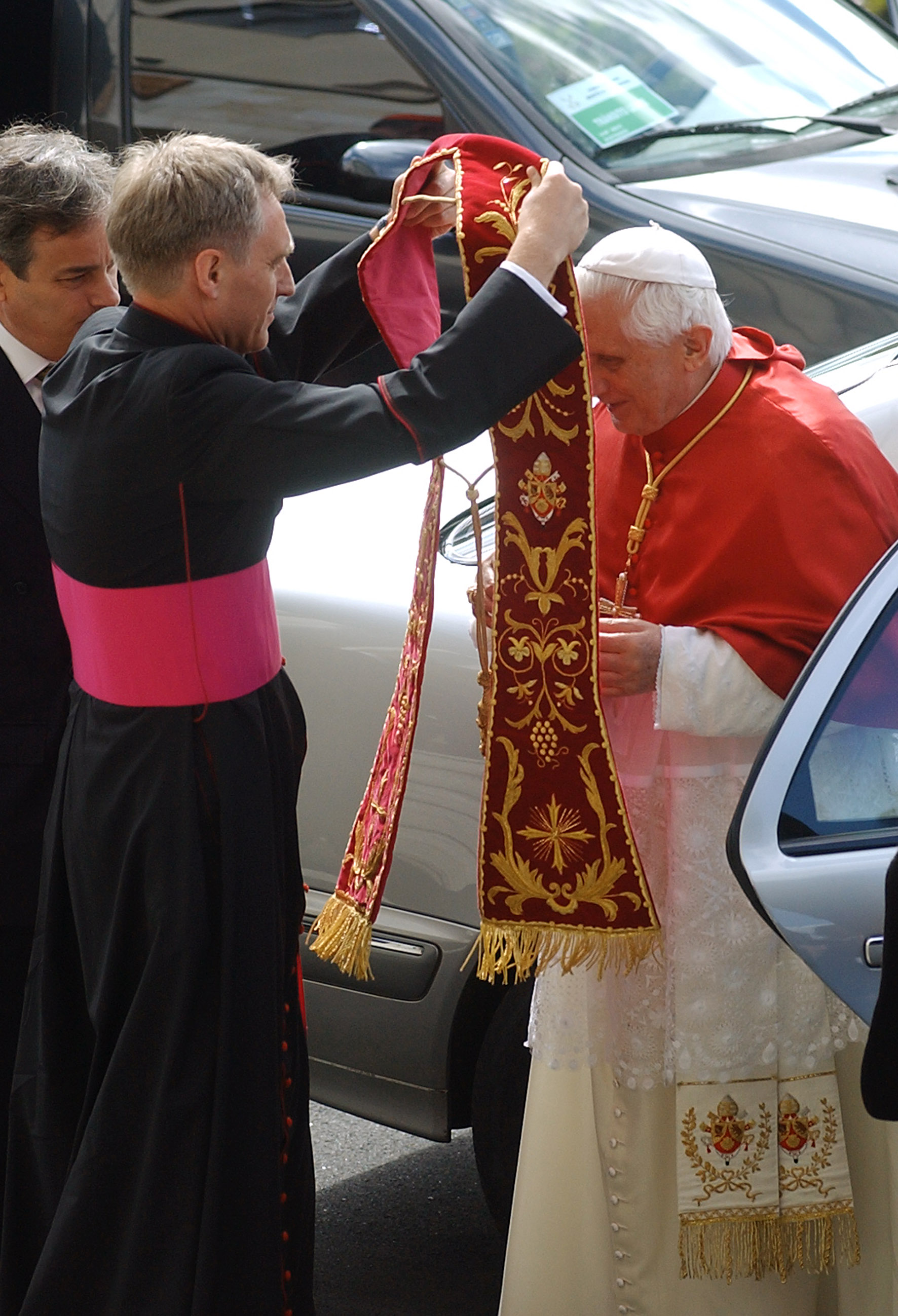
Mons. Georg Gänswein mentre pone la stola a papa Benedetto XVI, 10 maggio 2007.

Dopo la maturità studia teologia a Friburgo in Brisgovia e Roma. Il 19 dicembre 1982 viene ordinato diacono dall'arcivescovo metropolita di Friburgo in Brisgovia Oskar Saier, il quale lo ordina presbitero il 31 maggio 1984.
Dopo aver svolto per due anni le funzioni di cappellano nella propria arcidiocesi, studia diritto canonico a Monaco di Baviera, dove ottiene il dottorato nel 1993, presso l'Università Ludwig Maximilian di Monaco. Nel 1994 è nominato dall'arcivescovo Saier vicario della cattedrale di Friburgo in Brisgovia e suo segretario personale. Nel 1995 è nominato, dall'allora prefetto della Congregazione per il culto divino e la disciplina dei sacramenti Antonio María Javierre Ortas, collaboratore della congregazione stessa. Nel 1996 è trasferito alla Congregazione per la dottrina della fede su esplicita richiesta dell'allora prefetto Joseph Ratzinger. Ottiene anche una cattedra di diritto canonico presso la Pontificia Università della Santa Croce a Roma, appartenente all'Opus Dei.
Nel 2000 papa Giovanni Paolo II gli concede il titolo onorifico di cappellano di Sua Santità. Dal 2003 è segretario personale del cardinale Joseph Ratzinger; dopo l'elezione al soglio di Pietro, il 19 aprile 2005, è confermato nell'incarico. Nel marzo 2006 papa Benedetto XVI lo onora con l'ulteriore titolo di prelato d'onore di Sua Santità.
Il 14 novembre 2006 protesta per la satira, in alcuni programmi televisivi italiani, nei confronti suoi e di papa Benedetto XVI. In particolare vengono prese di mira, anche da editoriali sul quotidiano Avvenire, la sua imitazione, fatta da Fiorello su Radio2, e la parodia del papa di Maurizio Crozza su LA7. Nel 2015, rievocando la circostanza, egli dichiara di aver esagerato nella propria contrarietà e afferma l'importanza di una «satira sana», condotta senza «ferire e offendere».
L'11 dicembre 2010 interviene, presso la Pontificia università urbaniana, alla cerimonia di premiazione della IX edizione del Premio Internazionale "Giuseppe Sciacca" e, cosa molto rara per lui, prende la parola per portare il saluto del papa.

### Ministero episcopale

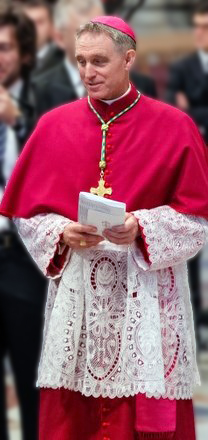
Mons. Georg Gänswein il 19 marzo 2013, al termine della messa di inizio del pontificato di papa Francesco

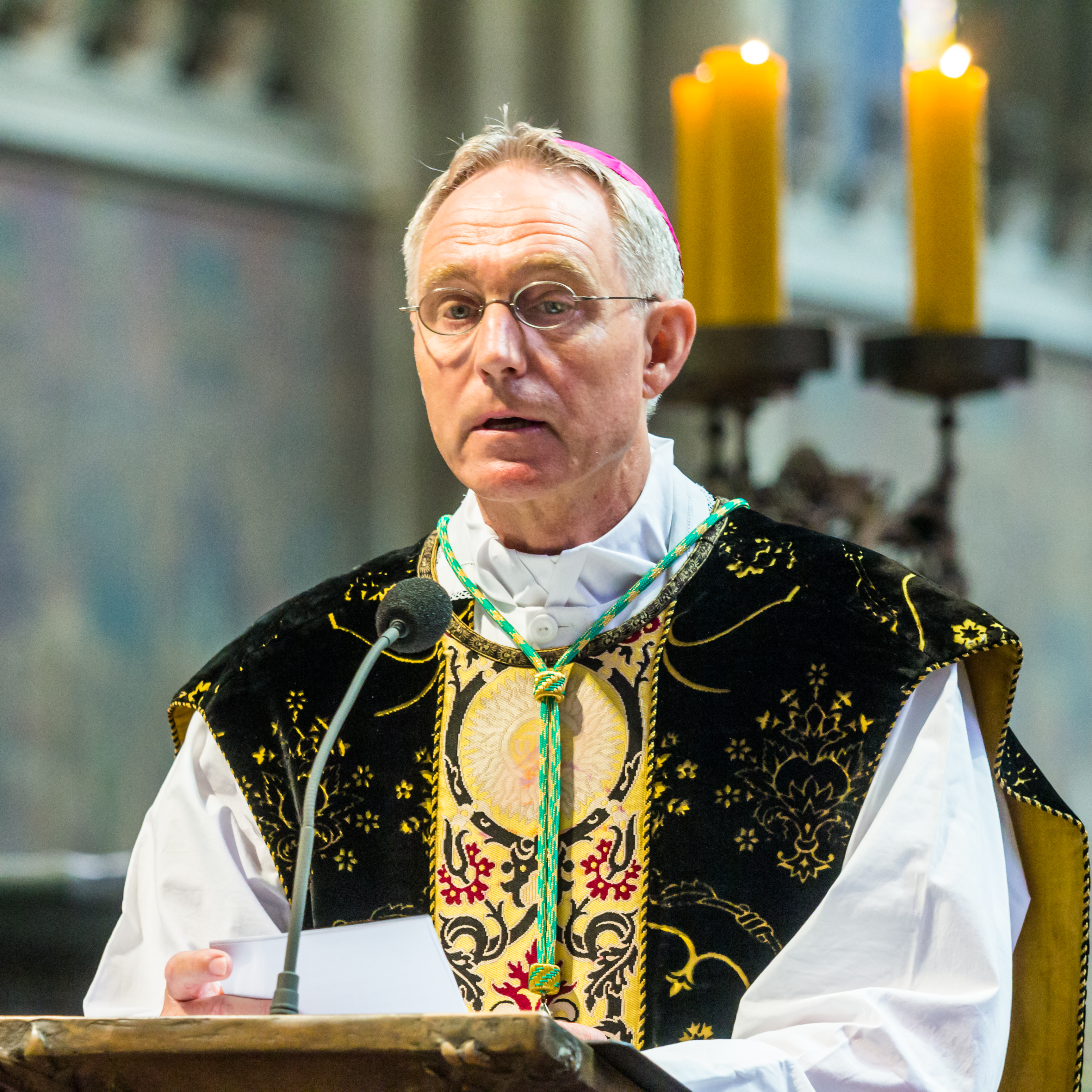
Monsignor Georg Gänswein alle esequie del cardinale Joachim Meisner, il 15 luglio 2017

Il 7 dicembre 2012 papa Benedetto XVI lo nomina prefetto della Casa Pontificia ed arcivescovo titolare di Urbisaglia; succede a James Michael Harvey, precedentemente nominato arciprete della basilica di San Paolo fuori le mura. Il 6 gennaio 2013 riceve l'ordinazione episcopale, con gli arcivescovi Angelo Vincenzo Zani, Fortunatus Nwachukwu e Nicolas Thévenin, nella basilica di San Pietro in Vaticano, per l'imposizione delle mani dello stesso pontefice, co-consacranti i cardinali Tarcisio Bertone e Zenon Grocholewski.
Anche dopo la rinuncia al ministero petrino di papa Benedetto XVI, il 28 febbraio 2013, resta suo segretario particolare, vivendo con lui dapprima presso il Palazzo Pontificio di Castel Gandolfo e, in seguito, nel monastero Mater Ecclesiae, fino alla morte del papa emerito, avvenuta il 31 dicembre 2022.
Il 31 agosto 2013 papa Francesco lo conferma nel suo incarico di prefetto della Casa Pontificia.
Il 26 luglio 2017, in occasione della festa di Sant'Anna, presenta il suo nuovo stemma episcopale, che sostituisce la blasonatura pontificia di Benedetto XVI con quella del regnante papa Francesco.
Dal 15 gennaio 2020 risulta assente alle udienze di papa Francesco, in seguito a una redistribuzione degli incarichi.
Prima della morte di Benedetto XVI è nominato suo esecutore testamentario.
Il 15 giugno 2023 la Sala stampa della Santa Sede rende noto che ha concluso il suo incarico di prefetto il 28 febbraio precedente. Il 1º luglio dello stesso anno, per disposizione di papa Francesco, fa rientro nell'arcidiocesi di Friburgo in Brisgovia.
Il 24 giugno 2024 papa Francesco lo nomina nunzio apostolico in Lituania, Estonia e Lettonia.

## Stemma

Stemma dal 2023

Stemma dal 2012 al 2017, nella parte sinistra lo stemma di papa Benedetto XVI

Stemma dal 2017 al 2023, nella parte sinistra lo stemma di papa Francesco

### Blasonatura
D'azzurro, al drago d'oro, lampassato di rosso, trafitto da una lancia rovesciata d'argento posta in palo, sormontato da una stella a sette raggi dello stesso.

### Descrizione
Nello stemma di monsignor Gänswein sono raffigurati una stella a sette raggi e un drago trafitto da una lancia, che rappresentano rispettivamente la Vergine Maria e San Giorgio, protettore personale del presule, ai quali egli affida il suo ministero episcopale; una conchiglia, simbolo dei pellegrini, ma che ricorda anche la leggenda secondo cui Agostino d'Ippona, incontrando su una spiaggia un bambino che con una conchiglia voleva svuotare il mare dalla sua acqua, comprese l'impossibilità per la mente umana di capire il mistero di Dio.

### Motto
Il motto di monsignor Gänswein è Testimonium perhibere veritati, che significa Per rendere testimonianza alla verità, ed è tratto dal Vangelo secondo Giovanni, in cui è scritto:
(Giovanni 18, 37)

## Genealogia episcopale
La genealogia episcopale è:
- Cardinale Scipione Rebiba
- Cardinale Giulio Antonio Santori
- Cardinale Girolamo Bernerio, O.P.
- Arcivescovo Galeazzo Sanvitale
- Cardinale Ludovico Ludovisi
- Cardinale Luigi Caetani
- Cardinale Ulderico Carpegna
- Cardinale Paluzzo Paluzzi Altieri degli Albertoni
- Papa Benedetto XIII
- Papa Benedetto XIV
- Papa Clemente XIII
- Cardinale Bernardino Giraud
- Cardinale Alessandro Mattei
- Cardinale Pietro Francesco Galleffi
- Cardinale Giacomo Filippo Fransoni
- Cardinale Antonio Saverio De Luca
- Arcivescovo Gregor Leonhard Andreas von Scherr, O.S.B.
- Arcivescovo Friedrich von Schreiber
- Arcivescovo Franz Joseph von Stein
- Arcivescovo Joseph von Schork
- Vescovo Ferdinand von Schlör
- Arcivescovo Johann Jakob von Hauck
- Vescovo Ludwig Sebastian
- Cardinale Joseph Wendel
- Arcivescovo Josef Schneider
- Vescovo Josef Stangl
- Papa Benedetto XVI
- Arcivescovo Georg Gänswein

## Pubblicazioni
- Kirchengliedschaft: vom Zweiten Vatikanischen Konzil zum Codex iuris canonici. Die Rezeption der konziliaren Aussagen über die Kirchenzugehörigkeit in das nachkonziliare Gesetzbuch der lateinischen Kirche, St. Ottilien, EOS-Verlag, 1996, ISBN 9783880963474. [dissertazione]
- con Christine Schröpf, Perché il papa ha le scarpe rosse? I bambini interrogano Benedetto XVI (Warum trägt der Papst rote Schuhe? Kinderfragen an Benedikt XVI, 2007), Ediz. illustrata, Siena, Cantagalli, 2007, ISBN 978-88-827-2359-0.
- Testimoniare la Verità. Come la Chiesa rinnova il mondo (How the Catholic Church Can Restore Our Culture, 2019), Milano, Ares, 2021, ISBN 978-88-929-8110-2.
- Via Crucis, Collana Smeraldi, Milano, Ares, 2021, ISBN 978-88-929-8032-7.
- con Saverio Gaeta, Nient'altro che la Verità. La mia vita al fianco di Benedetto XVI, Milano, Piemme, 2023, ISBN 978-88-566-9039-2.

### Curatele
- Benedikt XVI. Urbi et Orbi – Mit dem Papst unterwegs in Rom und der Welt, Herder, Freiburg 2010, ISBN 978-3-451-32505-2.
- Katholisch – Wissen aus erster Hand, curatela con Martin Lohmann, CMZ-Verlag Winrich C.-W. Clasen, Rheinbach 2010, ISBN 978-3-87062-116-2.
- Benedetto XVI, Che cos'è il Cristianesimo. Quasi un testamento spirituale, curatela con Elio Guerriero, Collana Orizzonti, Milano, Mondadori, 2023, ISBN 978-88-047-2680-7.